# Ormosia grossa
Ormosia grossa är en ärtväxtart som beskrevs av Velva Elaine Rudd. Ormosia grossa ingår i släktet Ormosia och familjen ärtväxter. Inga underarter finns listade i Catalogue of Life.